# Gyöngyösi AK
A Gyöngyösi AK egy magyar sportegyesület, melynek székhelye, Gyöngyös. 
A legjobb eredményük egy 2. helyezés (1992/1993 szezon) és négy 3. helyezés (1984/1985, 1987/1988, 1990/1991, 1991/1992 szezon).

## Korábbi nevei
- - 1906. június 29-én Gyöngyösi Testgyakorlók Köre
  - 1911. március 5-én Gyöngyösi Atlétikai Club
  - 1920. GYAK - Move
  - 1921. július 25-én a GYAK elválik a MOVE-tól
  - 1945. Gyöngyösi Kinizsi
  - 1951. Gyöngyösi Építők
  - 1956. GYAK
  - 1957. Gyöngyösi Spartacus
  - 1979. GYSE
  - 1994- GYAK

## Jelenlegi keret
| #  |              | Poszt | Név                     |
| -- | ------------ | ----- | ----------------------- |
| 1  | Magyarország | K     | Uj Milán                |
| 4  | Magyarország | V     | Forgó Kornèl            |
| 7  | Magyarország | KP    | Márkus Marell           |
| 8  | Magyarország | KP    | Tóth Levente Mátyás     |
| 9  | Magyarország | KP    | Oravecz Botond          |
| 11 | Magyarország | CS    | Babarcsik Bálint Attila |
| 13 | Magyarország | V     | Timon Levente Kolos     |
| 15 | Magyarország | CS    | Dudás Csanád            |
| 17 | Magyarország | KP    | Szentannai Martin       |
| 19 | Magyarország | V     | Czinkóczi Bence         |
| 20 | Magyarország | V     | Bèla Sámuel Sándor      |
| 21 | Magyarország | KP    | Nagy-György Bálint      |
| 22 | Magyarország | KP    | Nagy-György Tamás       |
| 24 | Magyarország | KP    | Babus Vince             |
| 25 | Magyarország | V     | Tóth Szabolcs           |
| 77 | Magyarország | KP    | Szabó Tamás             |
| 90 | Magyarország | K     | Tóth Bálint Kristóf     |